# Gare de Rome-Termini
Pour les articles homonymes, voir Termini.
La gare de Rome-Termini (en italien : stazione di Roma Termini) est la plus importante gare ferroviaire de Rome et la plus grande gare d’Italie avec ses 32 quais (suivie de Milano Centrale et de Turin Porta Nuova). Cette gare de voyageurs, de type terminus, est l'une des treize plus grandes gares italiennes, gérées depuis 1998 par la société Grandi Stazioni, filiale des chemins de fer italiens de l'État (Ferrovie dello Stato). Il y passe annuellement 150 millions de voyageurs, ce qui en fait la gare la plus fréquentée d'Italie et la cinquième d’Europe pour le trafic de passagers.
Le nom de la gare ne signifie pas « terminus », mais dérive des thermes de Dioclétien situés à proximité.

## Histoire

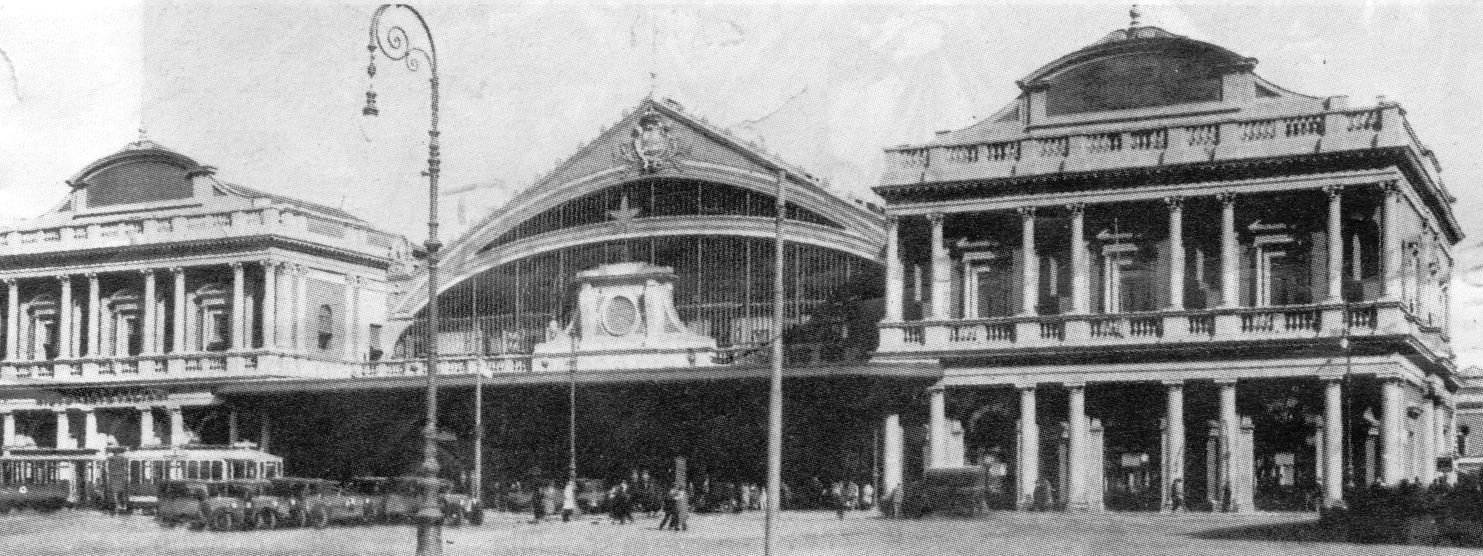
La gare au début du XXe siècle.

La gare se trouve sur la colline de l'Esquilin à l'emplacement d'un quartier populeux du IIe siècle, abandonné par la suite, qui comprenait des domaines ruraux de familles patriciennes. Au cours du XVIe siècle, on y construisit la villa Montalto-Peretti, propriété du cardinal Felice Peretti (qui fut pape sous le nom de Sixte V). La villa fut par la suite acquise par la famille Massimo, qui la céda au Vatican lorsque prit corps, au XIXe siècle, le projet de construire une grande gare ferroviaire. La première gare provisoire fut construite en 1862. La construction définitive fut réalisée à partir de 1867 sur un projet de l'architecte Salvatore Bianchi.
En 1938, fut approuvé le projet définitif d'Angiolo Mazzoni pour la réalisation d'une nouvelle infrastructure ferroviaire, la construction d'origine se révélant insuffisante pour satisfaire aux exigences d'un nombre toujours croissant de voyageurs. Les travaux furent interrompus en juillet 1943 et l'œuvre, auquel ne manquait que le hall monumental sur la place et un accès latéral donnant sur la via Marsala réservé à la famille royale, ne fut terminé qu'à l'occasion du Jubilé de 1950, après une révision générale du plan de l’œuvre. En effet, Mazzoni ayant été dessaisi du dossier, l’achèvement de la gare fut confié à d'autres architectes. L'ouvrage élevé face à la piazza dei Cinquecento, où sont localisés la billetterie et le restaurant au rez-de-chaussée et des bureaux aux étages supérieurs, est le résultat d'un concours lancé en 1947, qui vit l'attribution d'un premier prix ex aequo aux deux finalistes : le cabinet Eugenio Montuori-Leo Calini et le groupe d'architectes dont le chef de file était Angelo Vitellozzi. L'ornement sur la bordure de l'auvent en vitre et béton armé protégeant la billetterie est l'ouvrage du sculpteur Amerigo Tot (en).
En 1953, la gare fut le théâtre du tournage du film homonyme (Station Terminus) réalisé par Vittorio De Sica.
Le 29 janvier 2000 sont inaugurés les travaux de modernisation de la gare conduits par la société Grandi Stazioni. Complètement restructurée à l'occasion du Jubilé de l'an 2000, elle est devenue un important point d'attraction tant pour les touristes que pour les Romains, notamment du fait de la présence de nombreux services annexes comme le Forum Termini, qui est un grand centre commercial situé sous la gare.
L'aile de la gare qui longe la via Giovanni Giolitti a été rebaptisée ala mazzoniana (aile Mazzoni), d'autant qu'elle est la seule portion de la gare dont l'architecture correspond intégralement au projet d'Angiolo Mazzoni. Et après plusieurs années d'abandon, la salle destinée à l'origine à la billetterie ainsi que celle destinée au restaurant, surmontée par une gigantesque hotte recouverte de marbre, ont été restaurées en 2000.
Cette gare se caractérise extérieurement par sa longue et sinueuse marquise, surnommée familièrement le « dinosaure », dessinée par les architectes lauréats du concours du 1947. Dans la galerie marchande entre la billetterie et l'accès aux quais, on peut encore entrevoir les traces noircies d'un incendie datant du début des années 1970.
L'enseigne lumineuse « Lampada Osram », érigée en hauteur au-dessus du parvis devant la gare, avait été pendant des années un point de rencontre pour les Romains, pour les gens de passage et pour les amoureux. Elle n'existe plus mais a donné son nom à une chanson du chanteur italien Claudio Baglioni.
L'ancien maire de Rome, Walter Veltroni, avait annoncé son intention de donner à la gare le nom de Jean-Paul II, annonce qui n'a pas convaincu l'ensemble du conseil municipal[réf. nécessaire].

## Service des voyageurs

### Desserte
Le terminal ferroviaire, en impasse, comprend 24 voies à quais dédiés aux trains nationaux et internationaux, plus quatre autres voies pour les lignes régionales du Latium (dont la fameuse ligne Rome - Pantano) ainsi qu'au train Leonardo Express qui assure une liaison directe avec la gare et l'aéroport de Fiumicino.

### Intermodalité
La gare Termini est facilement accessible par de nombreuses lignes de bus et tram. En outre, par la station Termini, elle est desservie par les deux lignes du métro de Rome (lignes A et  B) qui s'y croisent en sous-sol, ainsi que par cinq des huit lignes ferroviaires régionales du Latium (Ferrovie regionali del Lazio - FR) : FR4, FR5, FR6, FR7 et FR8.